# Kabo-reformok

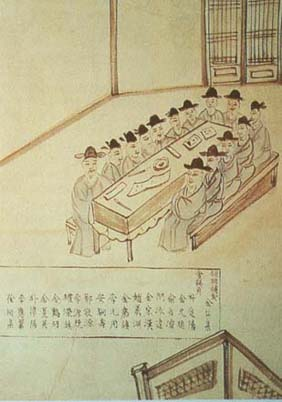
A

A Kabo-reformok (hangul: 갑오 개혁, Kabo kehjok, handzsa: 甲午改革, RR: Gabo gaehyeok) a koreai Csoszon (Joseon) államban 1894 és 1896 között végrehajtott reformok összefoglaló neve. A Kodzsong (Gojong) uralkodása alatti reformokat a japánok kényszerítették ki, megpróbálva minél nagyobb irányítás alá vonni Koreát.

## Közvetlen előzményei
A Kabo (Gabo)-reformokat az első kínai–japán háború alatt vitték véghez, mely a Tonghak (Donghak)-lázadás nyomán tört ki. A lázongó parasztoktól tartva Kodzsong (Gojong) király kínai katonai segítséget kért, amire válaszul a japánok megjelentek saját katonáikkal, a két fél között így kitört a háború, Japán pedig megrohanta a Kjongbok (Gyeongbok) palotát és gyakorlatilag foglyul ejtette a királyt. Ótori Keiszuke Koreába delegált japán miniszter 1894. augusztus 20-án rávette a koreai kormányt, hogy fogadja el a japán reformjavaslatokat, japán konstrukcióban építsen új vasútvonalat és további kikötőket nyisson meg a birodalom előtt kereskedelem céljára. A japán katonai fölény ellenében tehetetlen koreai kormány kénytelen volt engedni a japán reformköveteléseknek, melyek célja Korea politikai irányítása volt.

## A reformok végrehajtása

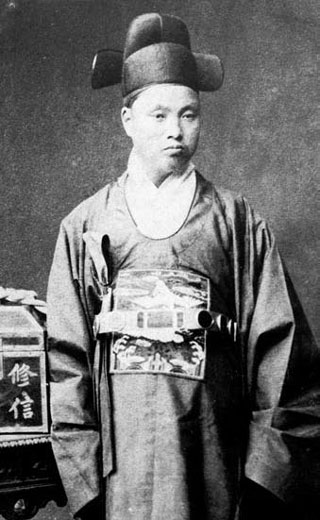
Kim Hongdzsip (Kim Hong-jip)

1894. július 27-én a japánok által „tanácsolt” reformok kidolgozására és végrehajtására létrejött a Kungukkimucsho (군국기무처; Határozó Tanács, Gungukgimucheo), Kim Hongdzsip (Kim Hong-jip) vezetésével. A kormányt teljesen kicserélték, formális fejévé pedig a Kína-ellenes Hungszon (Heungseon) nagyherceget, a király apját tették meg. Összesen 208 új törvényt hoztak. Új minisztériumokat hoztak létre és korlátozták a király rendelkezési hatásköreit is, melyek egy része a miniszterelnökre, illetve a miniszterekre szállt. Bírósági hierarchiát alkottak meg, megtiltották az elítéltek kínzását, családtagjaik megbüntetését. Új fővárosi és vidéki csendőrség alakult. Átalakították az adórendszert és megszüntették a kereskedelmi monopóliumokat.
A reformok jelentős társadalmi változásokat irányoztak elő. 1886-ban felszámolták a rabszolgaságot és a kasztokat: a jangban (yangban) réteg elvesztette kiváltságát. A reform kimondta az egyenlőséget a törvény szemében, azaz társadalmi státustól függetlenül lehetett hivatali pozíciókra jelentkezni. A férfiak 20, a nők 16 évesen köthettek házasságot, ezzel megszüntették a gyermekmenyasszonyság intézményét; az özvegyek újraházasodási tilalmát is feloldották. A kínai naptár helyett elfogadták a Gergely-naptárat és bevezették az alapfokú nyugati oktatási intézményt, az általános iskolát. Idegennyelv-oktatási törvény keretében japán nyelviskolák nyíltak. A kvago (gwago) vizsgarendszert eltörölték.
Novemberben Inoue Kaoru váltotta Ótorit és egy húsz elemből álló új reformlistát mutatott be a királynak. Decemberben megszüntették a Kungukkimucsho (Gungukgimucheo)t és létrejött a Csungcshuvon (중추원, Királyi Államtanács, Jungchuwon). 1895-ben az Idzsongbu (Uijongbu) megszűnt, helyét a modern negak (내각, naegak), a „kabinet” vette át. A nyolc tartomány helyett 23 prefektúrát (부, pu (bu)) és 336 járást (군, kun (gun)) alakítottak ki. Új pénzügyi rendszert vezettek be, elfogadták a nyugati mértékegységeket és az árucsere helyett a pénzzel való fizetés lett a kötelező. Nem volt azonban földreform, így a parasztságnak semmilyen haszna nem származott a változásokból.

## A reformok vége
1895-ben olyasmi történt, ami miatt összeomlott a japánok frissen megszerzett hatalma Korea felett. A kínai–japán háborút lezáró simonoszeki béke nem tetszett az Orosz Birodalomnak, akik Franciaországhoz és Németországhoz fordultak. A három állam közösen követelte Japántól, hogy mondjon le a Liaotung-félszigetről. Japán kénytelen volt teljesíteni a követeléseket, amit Korea úgy vett, hogy a japánok meggyengültek. Újra fellángoltak a japán-ellenes érzelmek az országban, a kabinet tagjait oroszbarátokra cserélték, az udvarban gyorsan csökkent a japánbarátok száma. Miura Goró, aki Inouét váltotta szeptemberben, úgy vélte, radikális eszközökre van szükség, a japánellenes tábort el kell távolítani az udvarból. Miura megnyerte magának a Nagyherceget, aki ugyan nem volt japánbarát, de gyűlölte az oroszokhoz húzó Min királynét. A japánok 1895. október 8-án meggyilkolták a királynét és még néhány embert a palotából, miközben a királyt és a trónörököst fogva tartották. A japán kormány próbálta menteni a menthetőt, Miurát és segítőit visszahívták és bíróság elé állították, Komura Dzsutaró diplomatát küldték rendezni a helyzetet, azonban a királyné meggyilkolása miatt még inkább fellángoló japánellenes hangulatot már nem lehetett kordában tartani, és a Kabo (Gabo)-reformok véget értek.

## Megítélése
A történészek részéről a reformok megítélése vegyes. Michael J. Seth szerint „a Kabo (Gabo)-reformok lépést jelentettek a koreai társadalom átalakulása felé”, míg Andrew Nahm úgy véli, „csak szerény sikereket ért el a koreai társadalom modernizálását illetően.”
Arról sincs egyetértés, hogy mennyire voltak a japánok befolyással a reformokra. Kjong Mun-hvang (Gyeong Mun-hwang) professzor véleménye szerint „Japánnak kevés köze volt a Kabo (Gabo)-reformok lényegéhez, mely olyan mélyen gyökerező problémákra keresett választ, amelyeket csak koreaiak tudtak beazonosítani és megfelelően kezelni.” Nahm szerint azonban „a japánok rákényszerítették Koreára a reformintézkedéseiket”, Seth úgy gondolja, „bár ezeket az erőfeszítéseket Korea legtehetségesebb és legfelvilágosultabb vezetői vitték véghez, és nagyon fontosak voltak a modernizációhoz szükséges lépések megtételéhez, az a tény, hogy mindezt japán katonai nyomás alatt tették, valamint a japán beavatkozás súlya kétértelművé teszik a megítélését.” Bruce Cumings szerint „a gyenge Nagyherceg és a Kim Hongdzsip (Kim Hong-jip)-vezette új kormány megfelelő fedezéket biztosított Ótori Keiszukénak, a japán nagykövetnek, valamint a többi japán és koreai segítőnek ahhoz, hogy reformot reform után küldözgessenek Kodzsong (Gojong)nak aláírásra.”